# Jan van der Burg
Joannes Joseph Wilhelmus (Jan) van der Burg (Schiedam, 23 januari 1900 – Lage Mierde, 13 december 1980) was een Nederlands politicus.
Hij werd geboren als zoon van Adrianus Petrus van der Burg (1855-1924; veehouder) en Cornelia Agnes Kroft (1861-1935). Hij was volontair bij de gemeentesecretarie van Sint-Oedenrode en werd in 1929 tijdelijk ambtenaar ter secretarie bij de gemeente Nieuwkoop. In 1931 volgde hij de kort daarvoor overleden J.A.G.J. Vermeer op als gemeentesecretaris van Hilvarenbeek. Van der Burg was daarnaast in de periode 1945-1946 waarnemend burgemeester van Hilvarenbeek. Van 1947 tot zijn pensionering in 1965 was hij de burgemeester van Hooge en Lage Mierde. Van der Burg overleed eind 1980 op 80-jarige leeftijd.